# سونی اریکسون کا۵۵۰
سونی اریکسون کا۵۵۰ (به انگلیسی: Sony Ericsson K550) یک مدل از تلفن‌های همراه ساخته شده توسط شرکت سونی اریکسون می‌باشد که در ۶ فوریه ۲۰۰۷ به بازار آمد و دوربین آن ۲ مگا پیکسل است.